# Binham
Binham is een civil parish in het bestuurlijke gebied North Norfolk, in het Engelse graafschap Norfolk met 292 inwoners.

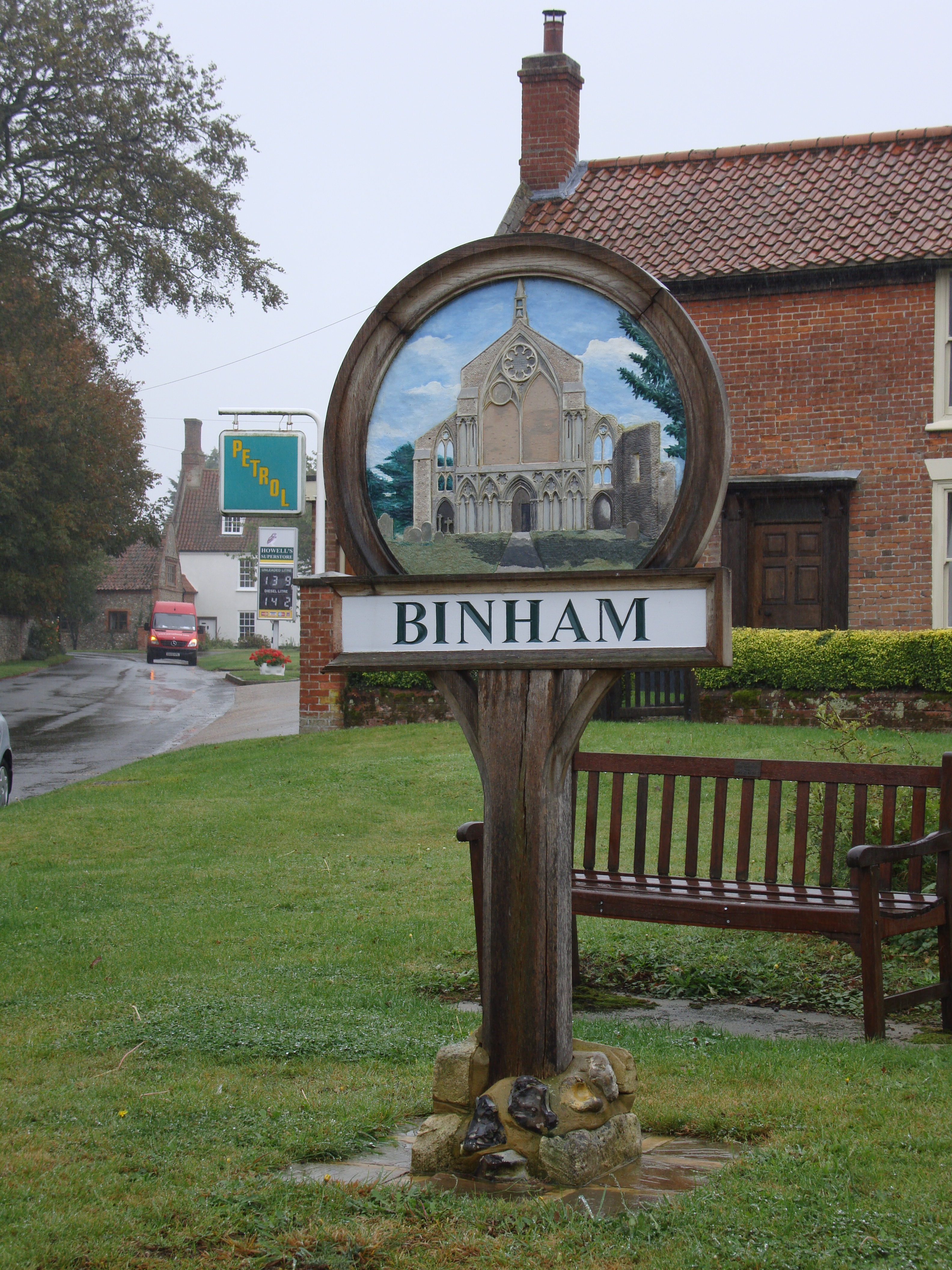
Binham